# Vanda Maria Elias
Vanda Maria da Silva Elias (1965) é uma linguista brasileira conhecida por seus trabalhos na área da Linguística Textual. É doutora pela Pontifícia Universidade Católica de São Paulo e professora da Universidade Federal de São Paulo.